# Dmitri Alexandrowitsch Latschinow

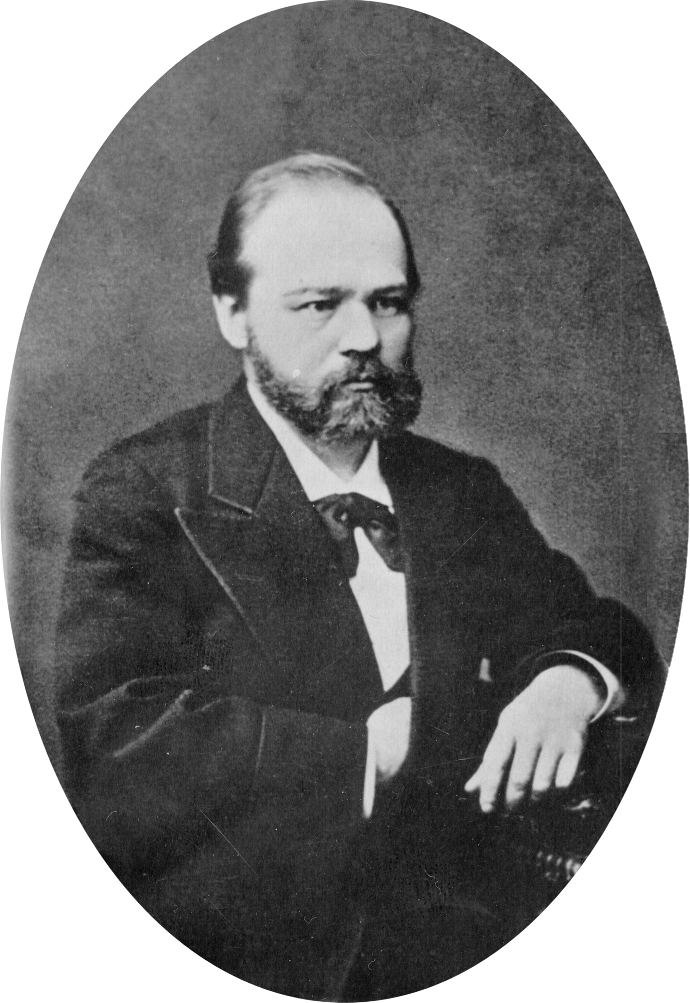
Dmitri Alexandrowitsch Latschinow (1870)

Dmitri Alexandrowitsch Latschinow (russisch Дмитрий Александрович Лачинов; * 10. Maijul. / 22. Mai 1842greg. in Nowaja Ostrowka, Rajon Schazk, Gouvernement Tambow; † 15. Oktoberjul. / 28. Oktober 1902greg. in St. Petersburg) war ein russischer Physiker und Hochschullehrer.

## Leben
Latschinow entstammte einer adligen Familie, die sich von dem Woiwoden Grigori Grigorjewitsch Latschin (Mitte des 15. Jahrhunderts) ableitete. Latschinows Eltern waren der Podpolkownik Alexander Petrowitsch Latschinow, der am Französisch-Russischen Krieg 1812 teilnahm mit Einmarsch in Paris 1814 und 1815, und seine Frau Marija Iwanowna geborene Frolowa.
Latschinow besuchte das 1. St. Petersburger Gymnasium mit Abschluss 1859 und studierte dann an der physikalisch-mathematischen Fakultät der Universität St. Petersburg bei Pafnuti Lwowitsch Tschebyschow, Emil Lenz und Fjodor Fomitsch Petruschewski. Anlässlich der Schließung der Universität aufgrund von Unruhen wurde Latschinow nach Deutschland geschickt, wo er 2,5 Jahre in Heidelberg und Tübingen bei Hermann von Helmholtz, Robert Wilhelm Bunsen und Gustav Robert Kirchhoff studierte. Nach seiner Rückkehr nach St. Petersburg wurde er zum Kandidaten der physikalisch-mathematischen Wissenschaften promoviert. Latschinow begann seine Forschungs- und Lehrtätigkeit 1864 als Staatslehrer am St. Petersburger Forstinstitut, an dem er 1877 Dozent des Lehrstuhls für Physik und Meteorologie wurde. Latschinow war Mitglied der Kommission, die auf Initiative Dmitri Iwanowitsch Mendelejews spiritistische und insbesondere den Mediumismus untersuchte.
Ende 1877 führte Latschinow Versuche mit Bell-Telefonen von Siemens, Winter, Galton und anderen durch. 1878 fuhr Latschinow im Auftrag der Kaiserlichen Russischen Gesellschaft für Technik nach Paris zur Weltausstellung Paris 1878, um das Berufsausbildungssystem in Frankreich kennenzulernen. Mitte 1880 veröffentlichte Latschinow im ersten Heft der neuen Zeitschrift Elektritschestwo seines Freundes Wladimir Nikolajewitsch Tschikolew einen Artikel über die elektromechanische Arbeit, in dem er erstmals im Hinblick auf die Abhängigkeit des Wirkungsgrades von Spannung und Leitungswiderstand Lösungswege für das Problem der Übertragung elektrischer Energie über große Entfernungen aufzeigte. Dieser Artikel initiierte die Entwicklung der Hochspannungstechnik mit entsprechenden Transformatoren, Dreiphasenwechselstrom und Hochspannungsleitungen. Im August 1881 erschien im Ausland ein Artikel, der Latschinows Ergebnisse fast wörtlich wiedergab. Auf der Internationalen Elektrizitätsausstellung 1881 in Paris vertrat Latschinow die russische Abteilung und stellte seine Erfindungen vor, wofür er eine Bronzemedaille erhielt und in die Ehrenlegion aufgenommen wurde. Dort stellte Marcel Depréz eine Gleichstromverteilungsanlage vor, so dass Latschinow mit seinen Vorarbeiten in den 1870er Jahren die Priorität gebührt. In seinem Artikel wies Latschinow auch auf die Möglichkeit der direkten Umwandlung von Wärme in elektrische Energie hin und erläuterte die Grundlagen für den Betrieb von Elektromotoren.
1888 schlug Latschinow erstmals die Gewinnung von Wasserstoff und Sauerstoff aus Wasser durch Elektrolyse vor – für die Verwendung des Sauerstoffs bei der Stahlherstellung in der Bessemerbirne oder der Thomasbirne und bei der Glasherstellung. In seinen Patenten sah er die Wasserstoff- und Sauerstoffgewinnung bei Normaldruck und auch bei erhöhtem Druck vor sowie Elektrolysewannen mit monopolaren und bipolaren Elektroden. Latschinows Verfahren wurde von Dmitri Iwanowitsch Mendelejew unterstützt.
Latschinow richtete im Forstinstitut eines der ersten Laboratorien für den praktischen Physikunterricht ein nach dem physikalischen Kabinett der Universität St. Petersburg. An seinem Lehrstuhl richtete er eine meteorologische Station für die regelmäßige Wetterbeobachtung ein (ab 1890 dreimal täglich). Neben seinen meteorologischen Untersuchungen studierte er den Lichtbogen und das Fotografieren, was zu einer Reihe von Veröffentlichungen führte (1878–1880). Im Sommer und Herbst 1887 fotografierte er zusammen mit dem Fotografen W. Monjuschko elektrische Funkenentladungen in Gasen. 1889 gab er das erste russische Lehrbuch über die Grundlagen der Meteorologie und Klimatologie heraus (nach W. Wesselowskis Arbeit über das Klima Russlands 1857 und Alexander Iwanowitsch Wojeikows Arbeit über die Klimate der Erde und insbesondere Russlands 1884), das von Orest Danilowitsch Chwolson sehr gelobt wurde. Nachdem Latschinow Alexander Stepanowitsch Popows Gerät zur Beobachtung und Registrierung elektromagnetischer Wellen kennengelernt hatte, stellte er erstmals in seiner Wetterstation 1895 ein Stormscope auf.
Latschinow war Mitglied und Organisator der Russischen Physikalischen Gesellschaft und der Elektrotechnik-Abteilung der Russischen Gesellschaft für Technik. Er arbeitete mit Dmitri Iwanowitsch Mendelejew, Fjodor Pirozki, Nikolai Nikolajewitsch Benardos, Wladimir Nikolajewitsch Tschikolew und vielen anderen zusammen. Als Experte nahm Latschinow Stellung zu den Prioritätsansprüchen der russischen Erfinder Pawel Nikolajewitsch Jablotschkow, Nikolai Nikolajewitsch Benardos, Michail Ossipowitsch Doliwo-Dobrowolski und anderer und informierte über die Arbeiten von Marcel Depréz, Werner von Siemens, Károly Zipernowsky, Nikola Tesla, Thomas Alva Edison und anderen. Im Hinblick auf die Konkurrenz der Stadtbeleuchtungssysteme mit elektrischer Beleuchtung bzw. Gasbeleuchtung und deren Kontrolle entwickelte Latschinow 1884 ein einfaches Photometer. Er schlug der Stadtduma vor, eine Lichtmessstation einzurichten. Die Lichteinheit sollte das Licht sein, das von 1 Quadratzentimeter einer erstarrenden Platinschmelze senkrecht zur Oberfläche ausgestrahlt wird. Dieser Vorschlag wurde von Alexander Michailowitsch Butlerow unterstützt. Als 1884 das russische Außenministerium den Vorschlag einer internationalen Konvention für die Einheit des elektrischen Widerstandes und der Lichtstärke erhielt, erstellte Latschinow im Auftrag der Russischen Gesellschaft für Technik nach Abstimmung mit Orest Danilowitsch Chwolson, Robert Emiljewitsch Lenz und anderen das Gutachten. Als Wilhelm Conrad Röntgens Arbeiten bekannt wurden, wiederholten Latschinow, Popow und Chwolson dessen Versuche mit neuen Ergebnissen, wobei sie eigenständig eine Kathodenstrahlröhre entwickelten analog der von William Crookes.
Auf Antrag des Vorsitzenden der Russischen Gesellschaft für Technik Pjotr Arkadjewitsch Kotschubei wurde Latschinow 1890 zum Professor ernannt. Auf Initiative der Russischen Akademie der Wissenschaften erhielt Latschinow 1895 den Sankt-Stanislaus-Orden II. Klasse. Das 1849 gegründete Physikalische Nikolai-Hauptobservatorium auf der St. Petersburger Wassiljewski-Insel ernannte  Latschinow 1899 zum Ehrenkorrespondenten. Im gleichen Jahr wurde er der erste Ehrenelektroingenieur des St. Petersburger Elektrotechnischen Instituts (nach ihm A. N. Lodygin, N. N. Bernados, A. S. Popow, I. I. Borgman, M. O. Doliwo-Dobrowolski, K. H. v. Siemens).
Latschinow war verheiratet mit der Schwedin Laura Benediktowna Nagel. Latschinow war der jüngste Bruder des Historikers Nikolai Alexandrowitsch Latschinow, des Chemikers Pawel Alexandrowitsch Latschinow und der Schriftstellerin Praskowja Alexandrowna Latschinowa. Latschinow war der Onkel des Philologen und Schauspielers Wladimir Pawlowitsch Latschinow, Schwager des Ingenieurs Alexander Borissowitsch Nagel und des Architekten Fjodor Borissowitsch Nagel, Großvater des Künstlers und Philosophen Lew Alexandrowitsch Schulz und Urgroßvater des Physikochemikers Michail Michailowitsch Schulz.